# Maladies des Brassicaceae
Liste non exhaustive de maladies des Brassicaceae ou Crucifères (Brassica et Raphanus spp.).

## Maladies bactériennes
| Maladies                                                  | Agents pathogènes                     |
| --------------------------------------------------------- | ------------------------------------- |
| Pseudomonas du chou-fleur (taches foliaires bactériennes) | Pseudomonas syringae pv. maculicola   |
| Pourriture molle bactérienne à Erwinia                    | Erwinia carotovora                    |
| Pourriture molle bactérienne à Pseudomonas                | Pseudomonas marginalis pv. marginalis |
| Nervation noire des crucifères                            | Xanthomonas campestris pv. campestris |
| Galle du collet                                           | Agrobacterium tumefaciens             |
| Taches foliaires à Xanthomonas                            | Xanthomonas campestris pv. raphani    |

## Maladies fongiques
| Maladies | Agents pathogènes                                                               |
| --- | ------------------------------------------------------------------------------- |
| Alternariose des crucifères | Alternaria spp. Alternaria brassicae Alternaria brassicicola Alternaria raphani |
| Anthracnose | Colletotrichum higginsianum                                                     |
| Chancre du chou, jambe noire des crucifères, jambe noire du chou, nécrose du collet des crucifères, phoma des crucifères, pied noir du chou | Leptosphaeria maculans Phoma lingam [anamorphe]                                 |
| Moisissure chevelue, pourriture noire | Rhizopus stolonifer                                                             |
| Pourriture noire du radis (Aphanomyces) | Aphanomyces raphani                                                             |
| Pourriture basale, fonte des semis | Ganoderma orbiforme Rhizoctonia solani Thanatephorus cucumeris [téléomorphe]    |
| Cercosporiose | Cercospora brassicicola                                                         |
| Gros pied des Crucifères, hernie des Crucifères ou hernie du chou                                                                           | Plasmodiophora brassicae                                                        |
| Fonte des semis | Fusarium spp. Pythium spp.                                                      |
| Mildiou des crucifères | Peronospora parasitica                                                          |
| Pourriture grise | Botrytis cinerea Botryotinia fuckeliana [téléomorphe]                           |
| Cylindrosporiose (colza) | Pyrenopeziza brassicae                                                          |
| Maladie du Texas du cotonnier, rhizoctone du Texas                                                                                          | Phymatotrichopsis omnivora Phymatotrichum omnivorum                             |
| Pourriture du collet des crucifères | Phytophthora megasperma                                                         |
| Oïdium des crucifères | Erysiphe polygoni                                                               |
| Taches annulaires des choux, taches noires du chou                                                                                          | Mycosphaerella brassicicola Asteromella brassicae [anamorphe]                   |
| Sclérotiniose, pourriture à sclérotes | Sclerotinia sclerotiorum                                                        |
| Pourriture des racines | Sclerotium rolfsii Athelia rolfsii [téléomorphe]                                |
| Verticilliose, flétrissement verticillien                                                                                                   | Verticillium albo-atrum Verticillium dahliae                                    |
| Taches foliaires des crucifères | Pseudocercosporella capsellae                                                   |
| Rouille blanche des crucifères | Albugo candida                                                                  |
| Fusariose vasculaire (jaunisse) | Fusarium oxysporum                                                              |

## Maladies virales
| Maladies                 | Agents pathogènes                                                                   |
| ------------------------ | ----------------------------------------------------------------------------------- |
| Mosaïque du chou-fleur   | Virus de la mosaïque du chou-fleur (Cauliflower mosaic virus, CaMV)                 |
| Mosaïque du radis        | Virus de la mosaïque du radis (Radish mosaic virus RaMV)                            |
| Rosette du navet         | Virus de la rosette du navet (Turnip rosette virus, TRV)                            |
| Mosaïque jaune du navet  | Virus de la mosaïque jaune du navet (Turnip yellow mosaic virus, TYMV)              |
| Mosaïque du navet        | Virus de la mosaïque du navet (Turnip mosaic virus, TuMV)                           |
| Jaunisse                 | Virus de la jaunisse occidentale de la betterave (Beet western yellows virus, BWYV) |
| Rabougrissement du navet | Virus du rabougrissement du navet (Turnip crinkle virus, TCV)                       |